# 小林正治
小林 正治（こばやし まさはる、1973年2月10日 - ）は、東京都を登録地としていた元競輪選手。元モトクロス国際A級選手。日本競輪学校第77期生。競輪選手における師匠は高橋洋一（競輪学校47期生）。

## 来歴
幼年時代にポケバイをはじめ、その後モトクロスに転身。国際A級ライセンスを取得し活動した。
その後、日本競輪学校第77期生として同校に入校。在校競走成績は86勝を挙げ第一位。そして卒業記念レースでも優勝。
1996年4月17日、立川競輪場でデビューし1着。後2日間も勝ち、デビュー場所で完全優勝を果たした。
1997年及び1998年の全日本新人王戦（小倉競輪場）で決勝に進出。97年は9着、98年は3着に入った。
2011年3月17日選手登録削除。通算成績1075戦185勝。通算優勝回数12。
競輪選手引退後、うどん屋を経営している。
また、同じくモトクロス出身者である猪俣康一（競輪学校99期生）の師匠となった。
2016年4月からBS日テレにて放送されていた「パンサーの競輪、はじめました。」などで解説者として出演もする。